# Catherine Kelber
Catherine Michele Kelber (* 23. August 1938 in Neuilly-sur-Seine, Hauts-de-Seine; † 23. Mai 2019 in Le Chesnay, Yvelines) war eine französische Filmeditorin.

## Leben
Kelber begann Anfang der 1960er Jahre, als Schnittassistentin beim französischen Film zu arbeiten. Erste Erfahrungen in Sachen Filmschnitt sammelte sie etwa als Schnittassistentin von Nina Companéez bei den von Michel Deville inszenierten Filmkomödien Das Spiel der Lüge (1962) und Lucky Jo (1964). Als Assistentin stand sie daraufhin auch Armand Psenny und vor allem Albert Jurgenson zur Seite, wie etwa bei Alain Resnais’ Hochstapler-Biografie Stavisky (1974) mit Jean-Paul Belmondo in der Titelrolle. Kelbers erste eigenverantwortliche Schnittarbeiten waren zwei Kurzfilme aus dem Jahr 1966. Ab 1976 kam sie fortan regelmäßig als eigenständige Editorin zum Einsatz.
Mit der Filmkomödie Da graust sich ja der Weihnachtsmann (1982), für die die Schauspieltruppe Le Splendid um die Schauspieler Marie-Anne Chazel, Thierry Lhermitte, Josiane Balasko, Gérard Jugnot und Christian Clavier zum dritten Mal gemeinsam vor der Kamera stand, begann Anfang der 1980er Jahre Kelbers vielfache Zusammenarbeit mit dem auf Komödien spezialisierten Regisseur Jean-Marie Poiré. Für Poiré montierte sie über die Jahre mehrere Filmkomödien, in denen Christian Clavier jeweils eine der Hauptrollen (später vor allem neben Jean Reno) bekleidete: Twist Again in Moskau (1986), Operation Corned Beef (1991), Die Schutzengel (1995) sowie die Erfolgskomödie Die Besucher (1993) und deren Fortsetzung Die Zeitritter – Auf der Suche nach dem heiligen Zahn (1998). Für Die Besucher, einer Fantasy-Komödie über einen Ritter des Mittelalters, der mit seinem Knappen durch die Zeit reist und dabei im 20. Jahrhundert landet, war Kelber 1994 für den César in der Kategorie Bester Schnitt nominiert.
Verantwortlich für den Schnitt war Kelber auch bei den jeweiligen Langfilmregiedebüts der drei Splendid-Mitglieder Gérard Jugnot, Josiane Balasko und Marie-Anne Chazel unter den Titeln Pinot – Gendarm und Herzensbrecher (1984), Sac de nœuds (1985) bzw. Au secours, j’ai 30 ans! (2004). Jugnot und Balasko betrauten sie später noch weitere Male mit dem Schnitt ihrer Filme. Zu Kelbers letzten Arbeiten zählen so auch Jugnots Filmkomödien Boudu (2005) und Rose et noir (2009).
Von 1973 bis 1980 war Kelber auch bei einer Reihe von Filmen für den Tonschnitt zuständig, so beispielsweise bei dem Thriller Die Entfesselten (1974) mit Jean-Louis Trintignant und Catherine Deneuve oder Bertrand Taverniers Science-Fiction-Film Death Watch – Der gekaufte Tod (1980) mit Romy Schneider und Harvey Keitel.

## Filmografie (Auswahl)
- 1966: Rosalie (Kurzfilm)
- 1969: Une veuve en or
- 1976: Les Vécés étaient fermés de l’intérieur
- 1976: D’amour et d’eau fraîche
- 1977: Le Maestro
- 1979: Verrat in Belfast (The Outsider)
- 1980: Une merveilleuse journée
- 1981: Teheran 43 (Тегеран-43)
- 1982: Da graust sich ja der Weihnachtsmann (Le Père Noël est une ordure)
- 1984: Diebe der Nacht (Les Voleurs de la nuit)
- 1984: Pinot – Gendarm und Herzensbrecher (Pinot simple flic)
- 1985: Sac de nœuds
- 1986: Twist Again in Moskau (Twist Again à Moscou)
- 1986: A State of Emergency
- 1987: Poule et frites
- 1987: Die Strich-Academy (Les Keufs)
- 1989: Mes meilleurs copains
- 1990: Die Madonna und der Drache (Tinikling – La Madone et le Dragon) (TV-Film)
- 1991: Operation Corned Beef (L’Opération Corned-Beef)
- 1991: Tolle Zeiten … (Une époque formidable)
- 1991: Mein Leben ist die Hölle (Ma vie est un enfer)
- 1992: Das Zebra (Le Zèbre)
- 1993: Die Besucher (Les Visiteurs)
- 1994: Blonde Vergeltung (La Vengeance d’une blonde)
- 1994: Casque bleu
- 1995: Die Schutzengel (Les Anges gardiens)
- 1996: Fantôme avec chauffeur
- 1998: Die Zeitritter – Auf der Suche nach dem heiligen Zahn (Les Couloirs du temps: Les Visiteurs 2)
- 2000: Meilleur espoir féminin
- 2001: Le Roman de Lulu
- 2002: Les Tombales (Kurzfilm)
- 2002: Monsieur Batignole
- 2003: Golden Valley Sarajewo (Ljeto u zlatnoj dolini)
- 2004: Au secours, j’ai 30 ans!
- 2005: Boudu
- 2007: Two Worlds – Zwischen den Welten (Les Deux mondes)
- 2009: Rose et noir

## Auszeichnungen
- 1994: Nominierung für den César in der Kategorie Bester Schnitt für Die Besucher